# Amicrotrichomma ada
Amicrotrichomma ada là một loài ruồi trong họ Tachinidae.